# Надзеюв (Опольське воєводство)
Надзеюв (пол. Nadziejów, нім. Naasdorf) — село в Польщі, у гміні Отмухув Ниського повіту Опольського воєводства.
Населення — 235 осіб (2011).
У 1975-1998 роках село належало до Опольського воєводства.

## Демографія
Демографічна структура станом на 31 березня 2011 року:
|          | Загалом | Допрацездатний вік | Працездатний вік | Постпрацездатний вік |
| -------- | ------- | ------------------ | ---------------- | -------------------- |
| Чоловіки | 103     | 18                 | 72               | 13                   |
| Жінки    | 132     | 25                 | 67               | 40                   |
| Разом    | 235     | 43                 | 139              | 53                   |